# 寺島めぐみ
寺島 めぐみ（てらしま めぐみ、7月6日 - ）は、日本のモデル・タレント・女優である。本名は寺島恵美。 170cm（96、63、89）

## 経歴・出演作品
- レースクイーン・2013年度,WITH ME GAL
- TBS『中居正広の金曜のスマたちへ』レギュラー出演中
- ファッションショー『Tokyo Fashion Collection vol.2』横浜BLTZ・ショーモデル
- TV東京『出没！アド街っく天国』人形町、茅場町TV出演
- コスメ『Ichizu』イメージキャンペンガール・一途少女メンバーモデル
- 夏フェス『 ROCK IN JAPAN FESTIVAL 2013』JT GIRLS
- 『CEATEC JAPAN 2013』TDK・コンパニオン
- 『東京ゲームショウ2013』GREE GIRLS
- 『東京モーターショー2013』モデルコンパニオン出演
- 『第50回 ゴルフ日本シリーズJTカップ』JT GIRLS
- 『J-NETWORK』JKG2014イメージラウンドガール
- ドラマ『ビター・ブラッド』高級クラブママ役出演
- ファッションブランド『Savoy Clothing』イメージモデル
- ファッションショー『Tokyo Under Ground Fashion Collection.2014』ファッションブランドSavoy Clothing・イメージショーモデル
- 『実際にあった呪われたDVD3』園田真美子役キャスト出演